# 亨德里克·赖厄
亨德里克·赖厄（德語：Hendrik Reiher，1962年1月25日—），德国男子赛艇运动员。他曾代表东德、德国参加1988年和1992年夏季奥林匹克运动会赛艇比赛，获得一枚金牌和一枚银牌。